# Kozieł
Kozieł – wieś w Polsce, położona w województwie opolskim, w powiecie oleskim, w gminie Praszka.
W latach 1975–1998 miejscowość administracyjnie należała do województwa częstochowskiego.
W 1929 r. wybudowano kapliczkę we wsi z wizerunkiem Maryi z dzieciątkiem Jezus, która stała się zabytkiem. Na początku 2015 r. wyremontowano i odświeżono wygląd kapliczki.